# −4
−4（マイナスよん）は、負の整数の1つであり、−5 の次で −3 の前の数である。

## 性質
- −4 は負の整数の中で4番目に大きい数である。負の偶数としては-2の次に大きい。
- 自然数の −4 乗の総和は下記の値に収束する。

{\displaystyle \sum _{n=1}^{\infty }{n^{-4}}={\pi ^{4} \over 90}=1.0823\dots }（→ゼータ関数）

## その他 −4 に関すること
- 10−4 を表す日本の単位は糸。